# Trophée des Alpilles 2010
Il Trophée des Alpilles 2010 è un torneo professionistico di tennis maschile giocato sul cemento, che faceva parte dell'ATP Challenger Tour 2010. Si è giocato a Saint-Rémy-de-Provence in Francia dal 7 al 12 settembre 2010.

## Partecipanti

### Teste di serie
| Nazionalità | Giocatore              | Ranking* | Testa di serie |
| ----------- | ---------------------- | -------- | -------------- |
| Germania    | Rainer Schüttler       | 91       | 1              |
| Russia      | Igor' Kunicyn          | 112      | 2              |
| Francia     | Édouard Roger-Vasselin | 115      | 3              |
| Francia     | David Guez             | 122      | 4              |
| Svizzera    | Stéphane Bohli         | 129      | 5              |
| Francia     | Josselin Ouanna        | 137      | 6              |
| Francia     | Adrian Mannarino       | 152      | 7              |
| Irlanda     | Conor Niland           | 153      | 8              |

- Ranking al 30 agosto 2010.

### Altri partecipanti
Giocatori che hanno ricevuto una wild card:
- Pierre-Hugues Herbert
- Jonathan Hilaire
- Jérôme Inzerillo
- Rainer Schüttler

Giocatori passati dalle qualificazioni:
- George Bastl
- Olivier Charroin
- Laurynas Grigelis
- Alexandre Renard
- Dorian Descloix (lucky loser)
- Deniss Pavlovs (lucky loser)

## Campioni

### Singolare
Jerzy Janowicz ha battuto in finale  Édouard Roger-Vasselin con il punteggio di 3–6, 7–6(8), 7–6(6)

### Doppio
Gilles Müller /  Édouard Roger-Vasselin hanno battuto in finale  Andis Juška /  Deniss Pavlovs con il punteggio di 6–0, 2–6, [13–11]